# Granitsa (Euritania)
Granitsa este un oraș în Grecia în prefectura Euritania.